# Крос-кантрі

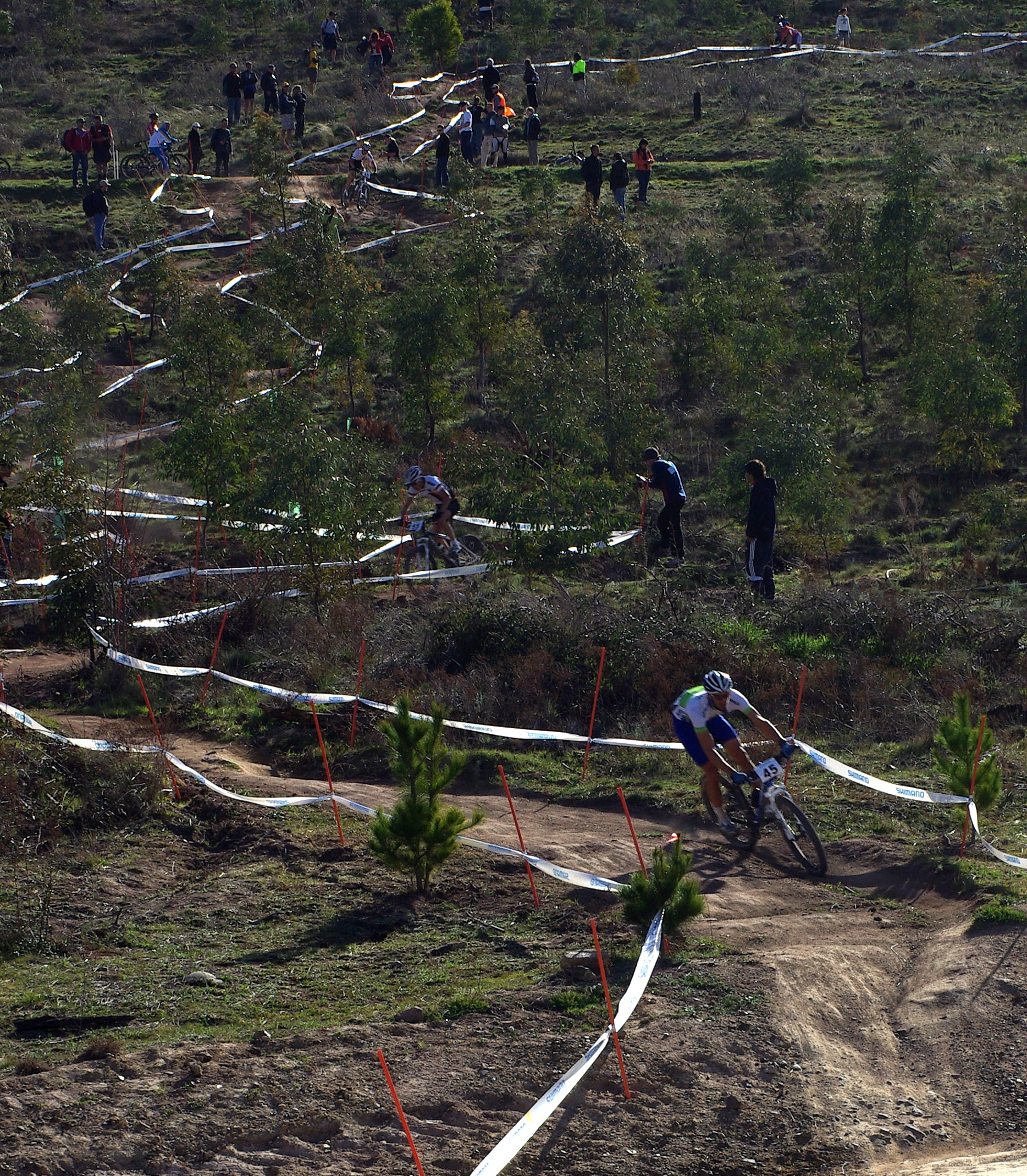
Перегони крос-кантрі

Крос-кантрі (англ. cross-country) — одна зі спортивних дисциплін у маунтінбайку (гірському велосипеді), перегони по пересіченій місцевості зі спусками, затяжними підйомами, швидкісними та технічними ділянками. Траса включає в себе як природні, так і штучні перешкоди. Останнім часом набувають поширення елементи з інших екстремальних видів маунтинбайку, таких як даунхіл, нортшор і 4х. Траси світового крос-кантрі стають складнішими з кожним роком.
Змагання з крос-кантрі проходять на трасах шорт-трек (довжина траси 2 — 5 км, зазвичай 6 — 10 кіл), класичного крос-кантрі (тривалість перегонів від 1:30 до 2:00, зазвичай довжина траси 5 — 9 км, 3 — 7 кіл), веломарафону, тощо.
1996 року крос-кантрі (в класичному варіанті, так званому олімпійському крос-кантрі (XCO)) стало олімпійським видом спорту (єдина з дисциплін маунтінбайку). Крос-кантрі в силу своєї доступності та відносно низької травматичності — найпопулярніша дисципліна в велоспорті.
Для крос-кантрі зазвичай використовується гірський велосипед з міцною та легкою рамою (з однією або двома підвісками), з контактними педалями, що дозволяють фіксувати ногу гонщика, з дисковими або обідними гальмами. На змаганнях обов'язкове використання шолома, що захищає голову учасника.
Варіанти:
- XCO — класична гонка (1-2:00)
- XCM — марафон (6-12:00)
- XCE — елімінатор. Гонка на вибування (3-6 хвилин).

Офіційними організаціями, що представляють крос-кантрі, є:
- В Україні — Федерація велосипедного спорту України
- В Європі — Європейський велосипедний союз (UEC)
- В Світі — Міжнародний союз велосипедистів (UCI)